# SF大百科事典
『SF大百科事典』（SFだいひゃっかじてん）は、ジョン・クルート編著によるSFの百科事典で、イラストや写真が多数使われているのが特徴。原著のタイトルは「Science Fiction: The Illustrated Encyclopedia」（1995）で、1996年度のヒューゴー賞・ローカス賞を受賞した。

## 概要
本書の構成は、「序文」のあと、以下の8章より成る。
- 第1章　未来のイメージ
- 第2章　歴史的文脈
- 第3章　影響力をもつ雑誌
- 第4章　主要作家
- 第5章　名作
- 第6章　SFアート
- 第7章　ジャンル映画
- 第8章　TVドラマ

巻末には「用語解説」「邦訳書リスト」「クレジット」「翻訳者略歴」が付されている。

## 主要作家
第4章は本全体の3分の1程を占めるもっとも充実した章であり、項目として取り上げられている作家は以下の通りである。
- メアリ・シェリー
- リットン卿
- エドガー・アラン・ポウ
- ジュール・ヴェルヌ
- H・G・ウェルズ
- サー・アーサー・コナン・ドイル
- エドガー・ライス・バロウズ
- ヒューゴー・ガーンズバック
- エヴゲーニイ・ザミャーチン
- カレル・チャペック
- オラフ・ステープルドン
- E・E・スミス
- オルダス・ハクスリイ
- ジョージ・オーウェル
- ジョン・W・キャンベルJr.
- モーリス・ルナール
- マレイ・ラインスター
- ジャック・ウィリアムスン
- ヘンリー・カットナー＆C・L・ムーア
- A・E・ヴァン・ヴォークト
- ロバート・A・ハインライン
- アイザック・アシモフ
- ハル・クレメント
- L・スプレイグ・ディ・キャンプ
- ジョン・ウィンダム
- エリック・フランク・ラッセル
- アーサー・C・クラーク
- レイ・ブラッドベリ
- フリッツ・ライバー
- シオドア・スタージョン
- ウィリアム・テン（英語版）
- デーモン・ナイト
- C・M・コーンブルース
- ウォルター・M・ミラーJr.
- フィリップ・ホセ・ファーマー
- ジャック・ヴァンス
- ジェイムズ・ブリッシュ
- コードウェイナー・スミス
- アンドレ・ノートン
- ゴードン・R・ディクスン
- カート・ヴォネガット
- ポール・アンダースン
- ロバート・シェクリイ
- アルジス・バドリス
- スタニスワフ・レム
- ハリイ・ハリスン
- クリフォード・D・シマック
- ブライアン・W・オールディス
- プリーモ・レーヴィ
- イタロ・カルヴィーノ
- アヴラム・デイヴィッドスン
- R・A・ラファティ
- ヘルベルト・フランケ
- ジェラール・クラン（英語版）
- フィリップ・K・ディック
- フランク・ハーバート
- アルカジイ＆ボリス・ストルガツキー
- ハーラン・エリスン
- マイケル・ムアコック
- ジョアンナ・ラス
- ラリイ・ニーヴン
- ロジャー・ゼラズニイ
- サミュエル・R・ディレイニー
- ケイト・ウィルヘルム
- マリオン・ジマー・ブラッドリー
- ジョン・ブラナー
- トマス・M・ディッシュ
- J・G・バラード
- アーシュラ・K・ル・グィン
- ジェイムズ・ホワイト（英語版）
- イアン・ワトスン
- クリストファー・プリースト
- ボブ・ショウ
- バリー・N・マルツバーグ
- フレデリック・ポール
- ジェイムズ・ティプトリーJr.
- ロバート・シルヴァーバーグ
- ジーン・ウルフ
- フィリップ・キュルヴァル（英語版）
- ジョン・スラデック
- C・J・チェリイ
- ヴォンダ・N・マッキンタイア
- ジョー・ホールドマン
- オクテイヴィア・バトラー
- マイクル・ビショップ
- アン・マキャフリイ
- ジョージ・R・R・マーティン
- ジョン・クロウリイ
- ジョン・ヴァーリイ
- グレッグ・ベア
- オースン・スコット・カード
- ヴァーナー・ヴィンジ
- ジョーン・D・ヴィンジ
- ウィリアム・ギブスン
- イアン・バンクス
- キム・スタンリー・ロビンスン
- シェリ・S・テッパー（英語版）
- ジュリアン・メイ（英語版）
- デイヴィッド・ブリン
- ブルース・スターリング
- ジェイムズ・P・ブレイロック
- ティム・パワーズ
- コニー・ウィリス
- マイクル・スワンウィック
- ルーシャス・シェパード
- ロイス・マクマスター・ビジョルド
- パット・キャディガン（英語版）
- ダン・シモンズ
- スティーヴン・バクスター
- ナンシー・クレス
- ポール・J・マコーリイ

## 日本語版について
日本語版はグラフィック社より1998年8月に発行された。日本語版監修は高橋良平で、翻訳は浅倉久志、内田昌之、大野万紀、岡田靖史、大森望、金子浩、堺三保、高橋良平、高山祥子、中村融、三沢信、山岸真、蘭堂怜による。